# Río Vyrvi Jvost
El río Vyrvijvist (en ruso: Вырвихвист) es un río del krai de Krasnodar, en Rusia, afluente por la izquierda del río Albashí. 

## Curso
Tiene 26 km de longitud. Nace 5 km al norte de Úmanski (raión de Leningrádskaya), en las llanuras de Kubán-Priazov y discurre en dirección principalmente oeste, entrando en el raión de Kanevskaya sin atravesar ninguna localidad. En su curso inferior traza una curva al norte y desemboca en los alrededores de Novominskaya en el Albashí.